# Seniūnija

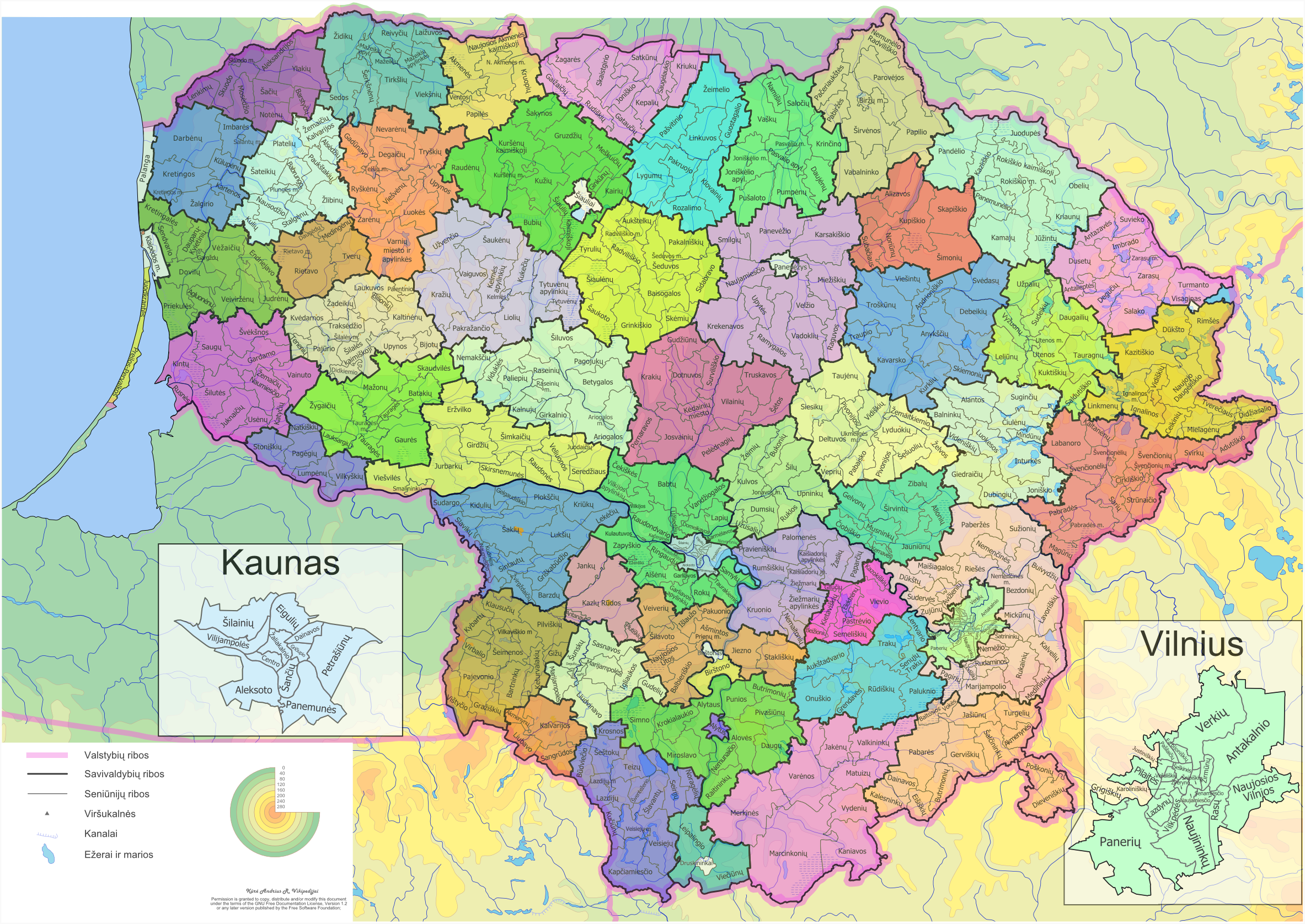
Seniunijos (senioráty/obce) v Litvě

Seniūnija (množné číslo seniūnijos), je nejmenší správní jednotkou administrativního (územního, samosprávného) členění v Litvě. Česky lze přeložit také jako seniorát nebo obec. Je to tedy administrativní dělení 3. řádu (LAU 2), kde nadřazenou územní jednotkou je okres (rajono savivaldybė) patřící pod kraj (apskritis). Seniūnije byly zavedeny zákonem ze dne 7. července 1994. V roce 2020 bylo v Litvě celkem 545 Seniūnijí. Nejvyšším představitelem seniūnije je Seniūnas (česky starší nebo starosta), který bývá volen a je státním zaměstnancem.

## Galerie
